# Địa Tạng
Địa Tạng hay Địa Tạng Vương (skt. क्षितिगर्भ, Kṣitigarbha; tiếng Trung: 地藏; bính âm: Dìzàng; Wade–Giles: Ti-tsang; jap. 地蔵, Jizō; tib. ས་ཡི་སྙིང་པོ, sa'i snying po, kor.: 지장, 지장보살, ji jang, ji jang bosal) hay Địa Tạng vương Bồ tát là một vị Bồ-tát được tôn thờ trong Phật giáo Đông Á, thường được mô tả như một tỉ-khâu phương Đông. Địa Tạng Vương Bồ tát là một trong Sáu vị bồ tát quan trọng của Phật giáo Đại thừa, năm vị còn lại là các vị Quan Thế Âm Bồ tát, Đại Thế Chí Bồ tát, Văn Thù Sư Lợi Bồ tát, Phổ Hiền Bồ tát và Di Lặc Bồ tát. Địa Tạng Bồ-tát được biết đến bởi lời nguyện cứu độ tất cả chúng sinh trong lục đạo luân hồi vào thời kỳ sau khi Phật Thích-ca Mâu-ni nhập Niết-bàn cho đến khi Bồ-tát Di Lặc hạ sinh, và nguyện không chứng Phật quả nếu địa ngục chưa trống rỗng (Địa ngục chưa Không, Thề không hóa Phật). Do đó, Địa Tạng thường được xem như là vị Bồ-tát của chúng sinh dưới địa ngục hay là giáo chủ của cõi U Minh.
Trong văn hóa Nhật Bản, Địa Tạng là Bồ-tát hộ mệnh cho trẻ em, cũng như bảo vệ các vong linh của trẻ em hoặc bào thai chết yểu. Địa Tạng thường được mô tả là một tỳ kheo trọc đầu với vầng hào quang, một tay cầm tích trượng để mở cửa địa ngục và đánh tan mọi sự đau khổ, tay kia cầm ngọc Như Ý tượng trưng cho ánh sáng xua tan bóng đêm. Địa Tạng vương ở Trung Quốc và Việt Nam được khắc họa tượng cưỡi trên con linh thú Đế Thính (hay Thiện Thính) có hình dáng như con kỳ lân có một sừng, một số khắc họa linh khuyển Đế Thính này trông như một con sư tử tuyết Tây Tạng màu lam trông giống như một con chó ngao Tây Tạng (ngao Tạng).
Những tranh tượng ở Trung Quốc và Việt Nam cũng khắc họa Địa Tạng Vương Bồ tát đội mũ thất phật và mặc cà sa đỏ vốn là hình ảnh tu sĩ Phật giáo Bắc Truyền, hình tượng nhân vật Đường Tăng trong tiểu thuyết Tây Du Ký rất giống hình tượng này. Ngoài ra, Địa Tạng vương rất dễ nhầm lẫn với Mục-kiền-liên vì có nhiều điểm tương đồng về trang phục (mặc áo cà sa) và tay đều cầm tích trượng. Ở Việt Nam, khi người ta điêu khắc thì có sự phân biệt, khi Địa Tạng sẽ đội mũ thất phật, trong khi đó Mục-kiền-liên thì không đội mão, Địa Tạng thường được điêu khắc ngồi trên tòa sen hoặc cưỡi Đề Thính, trong khi Mục-kiền-liên thì đứng, ông không ngồi mà luôn ở thế đứng, một đặc điểm phân biệt là Mục-kiền-liên tay trái không cầm gì hoặc cầm bình bát, trong khi Địa Tạng tay trái sẽ cầm viên ngọc Như Ý.

## Tiền thân và Hóa thân
Tiền thân khi chưa là bồ tát địa tạng ngài là hoàng tử thứ tư của mẫu lục nương với cha Ngọc Hoàng thượng đế, được vua cha phong làm Phong Đô Đại Đế quản địa ngục,trong khi ngài làm Phong Đô Đại đế thấy chúng sanh tạo nghiệp đoạ vào địa ngục, không ai cứu độ họ , ngài thấy vậy sinh lòng thương cảm, Ngài nguyện cởi bỏ áo thần vị mà tu hành bồ tát đạo. 
Ngài hoá thân xuống trần gian tu hành bồ tát đạo vô lượng kiếp đến nay . 
| STT | Tiền Thân - Hóa Thân                                                                                             | Đại Nguyện | Ghi Chú                                                                                     |
| --- | --- | --- | ------------------------------------------------------------------------------------------- |
| 1   | Vị Trưởng Giả | Từ nay tới tận đời vị lai, tđạt được quả vị thánh là bồ tát ôi vì những chúng sinh tội khổ trong sáu đạo mà giảng bày nhiều phương tiện làm cho chúng sinh giải thoát hết cả, rồi tự thân tôi mới chứng thành Phật quả. | cơ duyên chiêm ngưỡng, đảnh lễ, được sự chỉ dạy của Sư Tử Phấn Tấn Cụ Túc Vạn Hạnh Như Lai. |
| 2   | Người nữ dòng Bà La Môn nhiều phúc đức uy lực nhưng có mẹ không kính không tin vào Tam Bảo, tin mê theo Tà giáo. | Tôi nguyện từ nay nhẫn đến đời vị lai những chúng sinh mắc phải tội khổ, thì tôi lập nhiều phương chước làm cho chúng đó đều được giải thoát. | được Giác Hoa Định Tự Tại Vương Như Lai độ thoát cho mẹ nên cô đã phát nguyện trước Phật    |
| 3   | Vị Vua Từ bi thương dân                                                                                          | Như Tôi chẳng trước độ những kẻ tội khổ được an vi đắc quả Bồ Đề, thời Tôi nguyện chưa chịu thành Phật. | Thủa đức Nhất Thiết Trí Thành Tựu Như Lai                                                   |
| 4   | Thiếu nữ Quang Mục                                                                                               | Từ nay nhẫn đến về sau trăm nghìn muôn ức kiếp, trong những thế giới nào mà chúng sinh chịu tội khổ nơi địa ngục cùng ba đường ác đạo, Tôi nguyện cứu vớt chúng sinh đó làm cho tất cả đều thoát khỏi chốn Địa Ngục, Ngạ Quỷ, Súc Sinh... những kẻ mặc tội báo như vậy thành Phật cả rồi, sau Tôi mới thành bậc Chính Giác. | Thời đức Liên Hoa Mục Như Lai                                                               |
| 5   | Hoàng Tử Kim Kiều Giác (Kim Kyo Gak)                                                                             | | Hoàng Tử nước Tân La, sinh năm 696                                                          |

## Ý nghĩa pháp tu
Công Năng, Oai Lực của đức Địa Tạng bao trùm khắp Tam Giới, không thể nghĩ bàn. Riêng trong cõi thế gian này Đức Thích Ca Mâu Ni qua kinh Địa Tạng Bản Nguyện đã cho chúng ta biết nếu ai nghe được danh hiệu bồ tát Địa Tạng rồi chí tâm quy y, cúng dường, chiêm ngưỡng, tô vẽ hình tượng, đảnh lễ bồ tát sẽ được các lợi ích sau đây:
Lợi ích trong cuộc sống hiện tại:
1. Những nguyện lớn mau chóng thành tựu.
2. Được trí huệ lớn.
3. Tiêu Trừ Tai Nạn.
4. Thoát Khỏi Hiểm Nguy.
5. Tiêu Trừ Tội Chướng, Bệnh Tật.
6. Được quỷ thần hộ vệ.

Lợi Ích cho kiếp sau: 
1. Thoát Khỏi Thân Nữ.
2. Được Thân Xinh Đẹp.
3. Thoát Kiếp Nô Lệ.

Lợi ích lúc lâm chung: 
1. Khi người thân sắp mất, chúng ta có thể niệm danh hiệu bồ tát hoặc tụng kinh Địa Tạng, làm nhiều việc thiện cho người đó.
2. Trong giai đoạn 49 ngày sau khi mất, việc Tụng Kinh Địa Tạng cho vong linh quá cố có thể giúp họ được siêu thoát.

Lợi ích với người đã quá vãng:
1. Siêu Độ vong linh: trong giấc ngủ nếu gặp ma quỷ, người lạ, các sự quái ác... chúng ta có thể chí tâm tụng kinh Địa Tạng.
2. Siêu độ, gặp lại người thân quá vãng.